# 大理石椎龙属
大理石椎龙（意为“大理石〔指大理石森林组〕的椎骨”）是一属有效性存疑的蜥脚类恐龙，来自英格兰中部的中侏罗统沉积物。
模式种强壮大理石椎龙（Marmarospondylus robustus）在1875年被理查德·欧文描述为晚侏罗世沟椎龙属的一个种。正模标本NHMUK R.22428是一個背部，发现于威尔特郡埃文河畔布德拉夫的年代为巴通阶的大理石森林地层。欧文自己在同一份出版物的附录中为强壮沟椎龙（B. robustus）创造了属名，大理石椎龙属，可能是因为它比破坏沟椎龙（B. suffossus，即沟椎龙属的模式种）更为古老。最近的出版物已经将大理石椎龙视为大鼻龙类的可疑成员。